# Белгородский театр кукол
Белгородский государственный театр кукол — кукольный театр в Белгороде, ведущий свою историю с 1961 года. Официальный статус театр получил в 1965 году. Создан во многом, благодаря усилиям энтузиаста театрального дела — Антонины Емельяновны Шиковой.

## История театра

### Создание театра

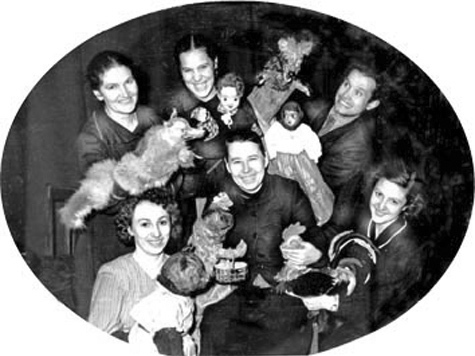
А. Е. Шикова в окружении коллег-кукловодов.

В 1965 году при областном драматическом театре им. М.С.Щепкина, была создана небольшая кукольная студия под руководством А. Е. Шиковой. Она не удовлетворяла в полной мере запросы детей. 1 января 1966 года создается Белгородский Областной театр кукол. Первым директором, возглавившим новый театр для детей, становится Аннушкин М. И., а первым главным режиссёром – В. А. Вольховский. В 1967 году он ставит спектакль «Мальчиш-Кибальчиш», главный герой которого стал собирательным образом, символом всех мальчишек ушедших вслед за отцами и старшими братьями на защиту своей Родины. В 1969 году спектакль В.Вольховского «Дружба врозь», поставленный по пьесе болгарских драматургов Стойчева и Начева был отмечен Дипломом Министерства культуры СССР и ВТО, а также Благодарностью от Комитета искусств и культуры народной Республики Болгарии. Телеверсия этого спектакля была показана по Всесоюзному телевидению. В 1972 году пост главного режиссёра театра кукол заняла Н. Е. Данилова, самым значительным спектаклем, поставленным в это время, стал спектакль «Бука» (1982 год), шёл на сцене театра 25 лет. Новаторством в работе Н. Е. Даниловой стало пополнение труппы театра молодёжью без специального образования. Этих «ребят с улицы» она превращала в кукловодов. В первые годы становления театра кукол творческий коллектив пополняется молодежью, не имеющей образования в то время, но с ярко выраженным талантом актера-кукловода.

В октябре 1967 года в театр приходит Коротицкая Татьяна Петровна (Лукошкина), которой в 1994 году присваивается почетное звание «Заслуженного артиста РФ», она служит театру кукол 39 лет, до сентября 2006 года. 1 октября 1968 года в артистический коллектив вливается Семейкина Татьяна Александровна (Чуева), работает и ныне, ветеран театра, «Заслуженная артистка РСФСР» с 1989 года (первая актриса белгородского театра кукол, получившая это почетное звание), имеет многочисленные награды, но, пожалуй, самый почетной наградой которой гордится и она сама и наш театр – это медаль «За заслуги перед Землей Белгородской» II степени, «За высокие трудовые достижения, большой вклад в социально-экономическое развитие Белгородской области» от 3 мая 2011 года.

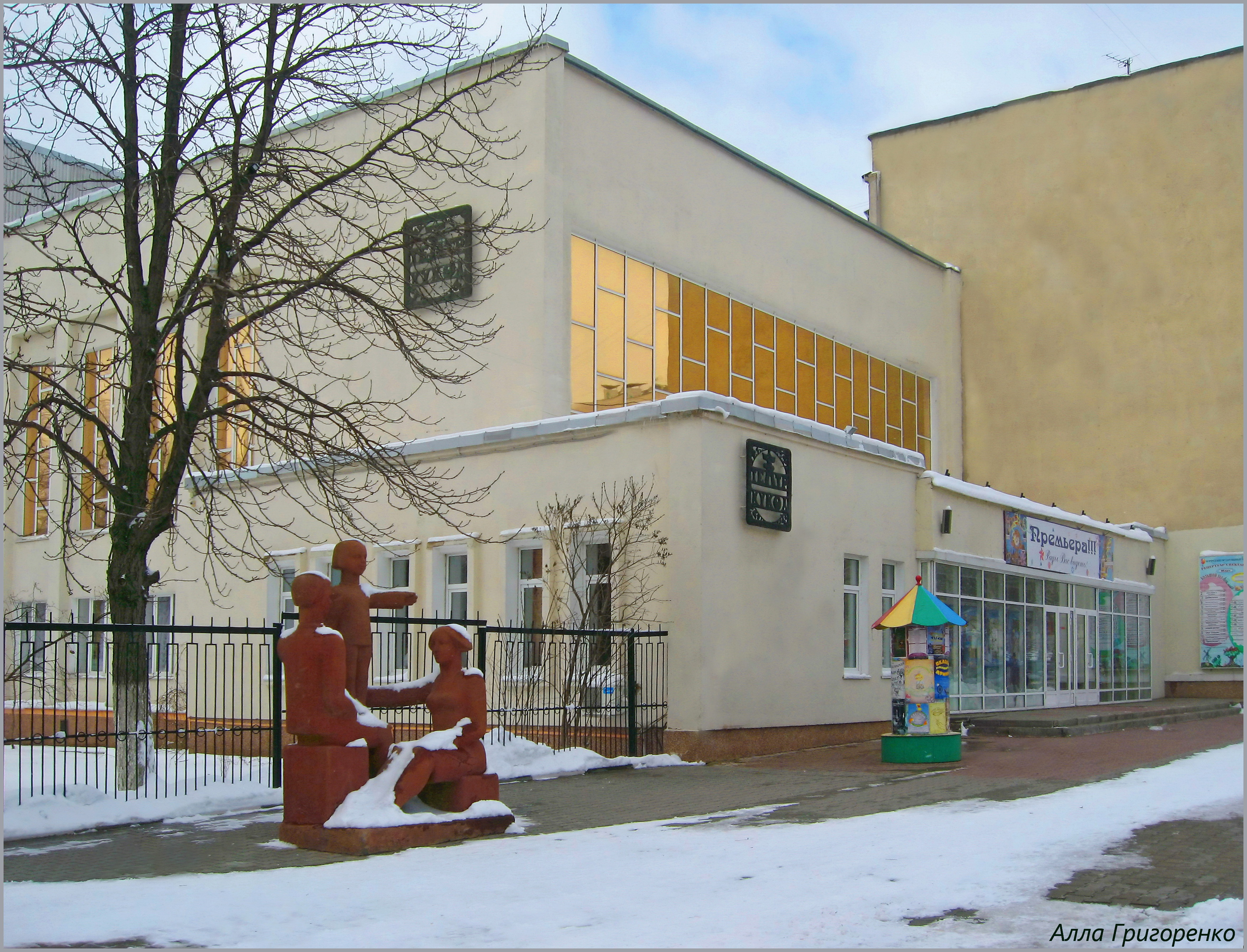
Белгородский театр кукол

### Хроника 70-х годов «Белгородского областного театра кукол»

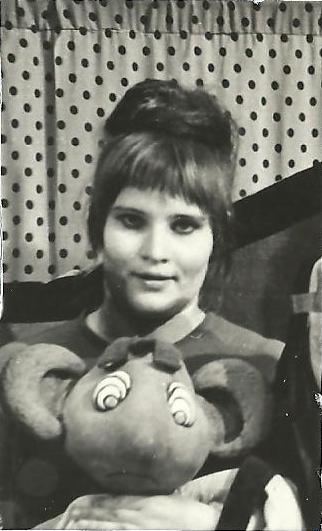
Т. А. Семейкина (Чуева) — актриса театра, «Заслуженная артистка РСФСР».

Вслед за центральным телевидением в г. Белгород наведалась съёмочная группа всесоюзного сатирического киножурнала «Фитиль» и сняла сюжет о бедственном положении белгородских кукольников, которые ютились в помещении здания по проспекту Ленина 52 (ныне гражданский проспект), и работали на выездных площадках. «Фитиль» сделал свой резонанс и Белгородский Областной театр кукол перешёл под крыло бывшего Пив.завода, который передал театру кукол свой небольшой актовый зал на 50 мест, а в Белгороде всё же начинается строительство здания тетра кукол по адресу: ул. Некрасова 5б/8 в который он заселяется в ноябре 75-го года и уже 4-января 1976 года театр дает первое представление в родных стенах, в здании построено по специальному проекту архитектора В.М.Лимаренко. Уютный зрительный зал на 230 мест, хорошо оборудованный сценическая площадка, грим-уборные, помещения для производственных цехов создали необходимые условия для творческого роста театра кукол, но год 1972 начинается с неприятного события: 10 января освобождается от должности главного режиссера Валерий Вольховский. Это был очень болезненный момент в жизни тетра кукол, из которого ушёл молодой и талантливый режиссер, обладающий многогранными способностями и открывший первую славную страничку нашей истории театра и пронёсший ему первую славу. Его уход можно толковать по разному, много было разных разговоров и слухов… но и… сегодня это увольнение признают одной из самых больших ошибок руководителей Областного управления того времени. С 1972 по 1974 год пост главного режиссёра занимает Нина Емельяновна Данилова, выпускница ЛГИТМиК, ученица М.М.Королёва и С.В.Образцова который она уступает пришедшему в театр кукол молодому режиссеру Н.К.Хомутову. Возможности столь основательного стационара позволили тогдашнему главному режиссёру Николаю Константиновичу Хомутову уже в 1977 году поставить первый спектакль для взрослых — «Божественную комедию» И.Штока. А через два года одним из первых в СССР инсценировать сатирическую повесть-сказку В.Шукшина «До третьих петухов». В те годы труппа пополнялась людьми без специального образования, но с ярко выраженным талантом актёра-кукловода. Пришли и остались Светлана Одинцова (позднее Кирьянова), Ольга Авилова, Татьяна Литвинова (1994 г. присвоено почетное звание «Заслуженная артистка РФ»), Светлана Левицкая, Валентина Петрова, а так же Виктор Карпов, ставший по окончании ГИТИС зав. труппой и Юрий Литвинов, получивший в 1987 году после учёбы во ВГИК (сценарный факультет) должность заведующего литературно-драматургической частью.

### Хроника 80-х годов «Белгородского областного театра кукол»

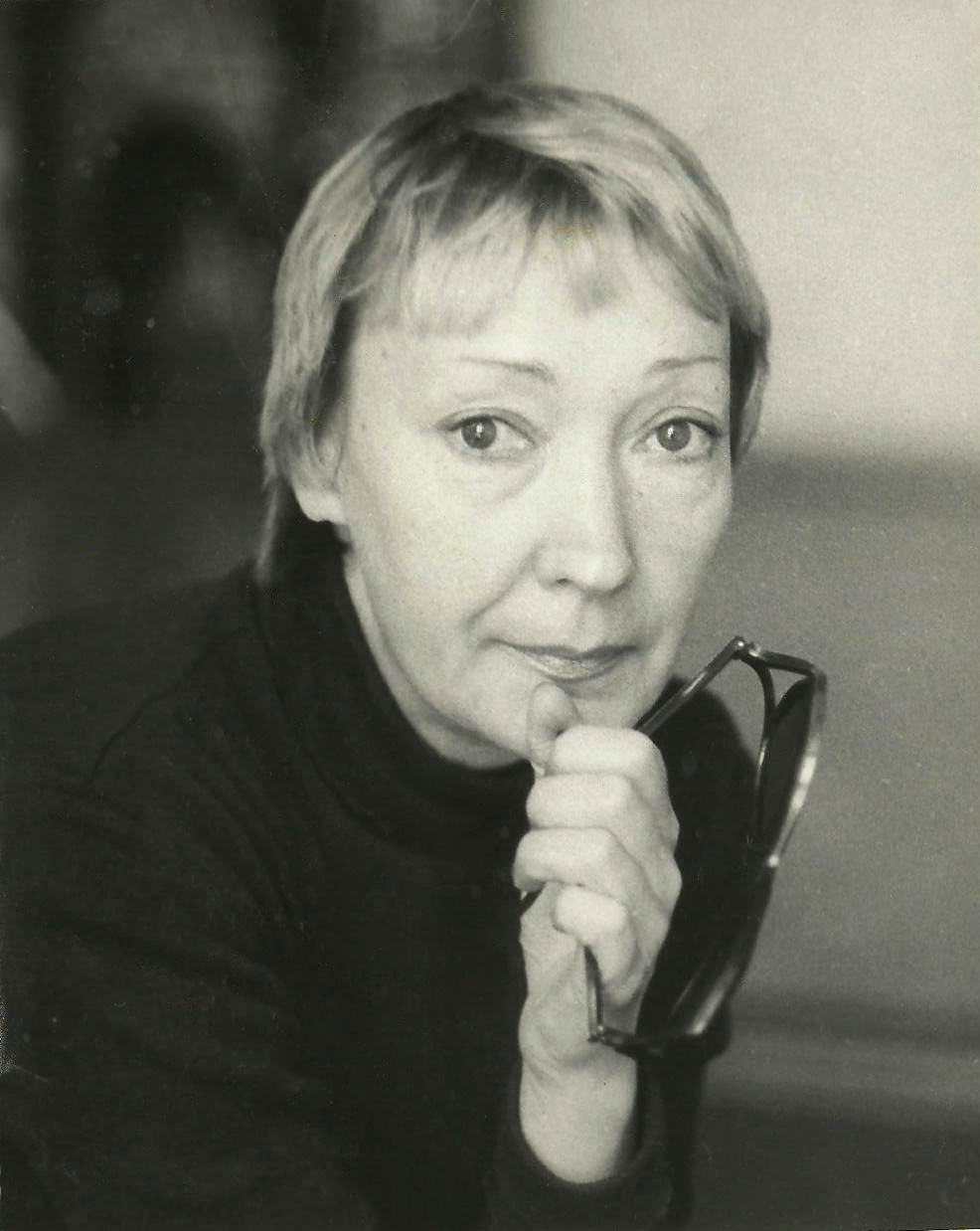
И. М. Лебедева — главный режиссёр театра с 1983 по 2000 гг.

80-е годы можно назвать сложным периодом в жизни театра из-за частой смены руководителей всех уровней. После почти одновременного ухода Н.Е.Даниловой и Н.К.Хомутова, творческий коллектив на короткое время «немного меньше года» возглавил молодой режиссер Владимир Юрасов. Этот период он поставил 3 новых спектакля: «Орленок» (М.Супонин), «Питер Пэн» (Джеймс Бари) и «Полосатая история» (М.Супонин), и капитально восстановил 2 спектакля из прежнего репертуара театра. После внезапного увольнения В.Юрасова по семейным обстоятельствам на пост главного режиссера в октябре 1983 года назначается Ирина Михайловна Лебедева (ЛГИТМиК, курс профессора М.М.Королева). Она служит Белгородскому театру кукол до 2000 года и уходит на пенсию. Одновременно с приходом Лебедевой в ноябре 1983 года очередным режиссером приходит выпускник Харьковского театрального института Геннадий Романович Микитянский. Молодой талантливый режиссер, отличался смелостью и поиском различных сценических решений, умением работать с актерами. В декабре 1983г. зарождается традиция выпуска новогодних спектаклей, которой театр следует и сейчас. Новое пополнение труппы составляют исключительно выпускники театральных училищ. Принимаются в штат и успешно работают Владимир Ерёменко, Анатолий Корнилов, Ирина Веретнова, Дангуоле Карпова, Вячеслав Семейченко. 23 февраля 1987 года пост директора, а впоследствии художественного руководителя занимает Александр Валентинович Кобелев. К концу 80-х сложилась ситуация когда театру стало невозможно вариться в собственном соку, для дальнейшего развития ему требовался выход в свет, каким принято считать участие в театральных фестивалях и смотрах. 1989 год можно назвать годом первого бала Белгородского театра кукол, очень уж богатым он был на переломные события: июнь – участие в региональном фестивале «Посиделки» (г.Воронеж), октябрь – поездка на международный фестиваль (г. Ополе, Польша) для выступления во внеконкурсной программе со спектаклем «Ваня Датский», декабрь – Татьяна Семейкина становился первой актрисой театра удостоившейся звания «Заслуженная артистка РСФСР». Неожиданный уход в конце 80-х Г. Микитянского способствовал зарождению традиции приглашать хотя бы раз в сезон режиссеров «со стороны» для осуществления разовых постановок. При этом, шанс проявить свои таланты в стенах Белгородского театра кукол на равных получали как признанные мастера, так и студенты – дипломники ЛГИТМиК. Правильность и полезность подобной практики подтверждаются и ныне.

### Современность
С 2004 года главным режиссёром театра назначается Н. М. Одинцов. Он начинал свою театральную карьеру актёром Белгородского театра кукол в 1971 году и вернулся в театр уже опытным мастером. До 27 июня 2008 года (дня своей внезапной кончины) Николай Михайлович успел осуществить постановку восьми спектаклей самого разного жанра, от лирической комедии «Все мыши любят сыр» до эпического действа «Легенды Байкала».
В 2006-2008 годах в помещении театра проходил капитальный ремонт в ходе которого ряд помещений был полностью реконструирован, и заменено техническое оснащение сцены.
Новый этап в биографии театра ведёт свой отчёт с 2008 года, с момента, когда завершился капитальный ремонт здания с полным техническим переоснащением, реконструкцией ряда помещений, изменением внутреннего интерьера. Это позволило руководству театра приступить к формированию качественно иной репертуарной политики, и повышению художественного уровня выпускаемых спектаклей.
Белгородский театр кукол меняет свой имидж, обретает новые энергетические импульсы для творчества.
В апреле 2009 года на должность художественного руководителя театра назначена Наталья Мефодиевна Репина - заслуженный работник культуры Республики Саха (Якутия), возглавлявшая Нерюнгринский театр актёра и куклы (Якутия) с 1995 по 2007 годы.
За восемь сезонов, прошедших с завершения капитального ремонта, создан яркий репертуар, труппа активно гастролирует, живёт интересной фестивальной жизнью. Каждый новый театральный сезон насыщен премьерами. Расширился диапазон форматов спектаклей. Репертуар театра пополнился новыми постановками, ориентированными на разновозрастную аудиторию, появились спектакли для взрослого зрителя: «Предложение» по пьесе А.П.Чехова, «Чайка по имени Джонатан Ливингстон» по пьесе Р.Баха, «Я тогда гостила на земле…» по поэзии поэтов Серебряного века, «Руслан и Людмила» по бессмертной поэме А.С. Пушкина, «История солдата» по повести-сказке писателя-фронтовика И. Туричина, «Слон» по рассказу А. И. Куприна, «Чёрная курица, или Подземные жители» по повести А. Погорельского, «Легенда о Белгороде» по пьесе Р.Мусаева.
Театр расширяет свои творческие возможности. К работе привлекаются талантливые режиссёры и художники самых разных эстетических мировоззрений. Но неизменным остаётся главное требование – высокий художественный уровень создаваемых спектаклей.
В действующем репертуаре театра около 50 спектаклей разнообразных жанров: мюзикл, сказка, притча, былина, моно-спектакли.
Творческая целеустремленность и соревновательный дух подвигают художественного руководителя и труппу театра к участию в фестивалях. Белгородский театр кукол с 2009 года был участником фестивалей различного уровня, как Всероссийских, так и Международных. И около 20 раз представлял свое искусство на таких фестивалях: Всероссийский фестиваль «Серебряный осетр» в г.Волгограде, Международный фестиваль театров кукол «Подiльска лялька» в г.Винница (Украина), Международный фестиваль театров кукол и экспериментальных театров «Кук Арт» в г.Санкт-Петербург, Международный фестиваль театров кукол «Шомбай-fest» в г.Казань, Международный фестиваль театров для детей и юношества в г. Суботица (Сербия) и другие.
У театра есть своё лицо – своя эстетика, своя индивидуальность, что подтверждается дипломами и наградами престижных фестивалей. Так, в октябре 2012 года на II Межрегиональном фестивале театров кукол «Волжские встречи «Берендеево царство» (г. Кострома) за спектакль «Петрушка на войне» театр был отмечен двумя дипломами – номинации«Лучший спектакль» и «Лучшая работа режиссёра». В мае 2013 года на VIII Международном фестивале театров кукол «Подiльска лялька» (Украина, г. Винница) коллектив театра получил высшую награду «Гран-при» за спектакль «Ваня Датский». В сентябре 2014 года художественный руководитель и коллектив Белгородского государственного театра кукол стали лауреатами Премии Центрального федерального округа в области литературы и искусства за 2013 год за создание спектакля «История солдата». Также театр был признан неоднократным дипломантом различных фестивалей в номинациях: «За лучшее музыкальное оформление», «Лучшую эпизодическую роль», «Лучшую актерскую работу» и другие.
Осенью 2012 года, благодаря инициативе руководства театра, возрождён фестиваль театров кукол «Белгородская Забава», получивший статус Международного. Участниками VI Международного фестиваля «Белгородская Забава» стали 21 театр кукол из России, Латвии, Франции, Италии, Украины, Республики Беларусь. В VII фестивале, который прошёл осенью 2015 года, приняли участие 20 коллективов из 5 стран мира: России, Украины, Республики Беларусь, Турции, Болгарии. Представители театров-участников имели возможность обменяться опытом, познакомиться с наиболее значимыми работами коллег, поучаствовать в мастер-классах и семинарах. Члены жюри отметили высокий профессиональный международный уровень фестиваля.
По инициативе руководства театра в 2009 году возобновлено ежегодное проведение гастрольных туров «Майская карусель», в котором участвуют театры кукол городов центрального федерального округа. Фестиваль способствует развитию культурных связей, взаимному обогащению и творческому сотрудничеству.
Коллектив театра состоит из профессионалов, результаты работы которых и создают неповторимую волшебную атмосферу кукольного театра, притягивающую и детей, и взрослых. В творческом союзе вместе работают несколько поколений: среди них и заслуженные артисты Российской Федерации, и начинающие актёры. И то, что они встречаются в спектаклях, на репетициях, просто в стенах театра – это осуществление живой связи поколений, передача мастерства «из рук в руки»…
В 2013 году вышла книга, посвящённая театру — «Праздники и будни, радости и печали. История Белгородского театра кукол в контексте времени». Автор книги — Коломиец Ростислав Григорьевич, украинский театральный деятель, заслуженный деятель искусств Украины.
Наряду с творческой деятельностью Белгородский государственный театр кукол занимается социальными проектами. Ежегодно проводятся мероприятия, посвящённые Дню Семьи, Любви и Верности, Дню Матери, Дню защиты детей, Дню Победы, Дню славянской письменности, Дню инвалида. В 2014 году в рамках проекта «Арттерапия – театр для детей» при театре создана инклюзивная театральная студия.
Огромный вклад творческих работников театра в духовно-нравственное воспитание, эстетическое и творческое развитие юных и взрослых белгородских зрителей отмечен наградами и премиями правительства области, областного управления культуры и т.д.

Сохраняя традиции, театр развивается, ставит новые цели, ищет новые формы работы и готов к новым взлётам и переменам. Реализуются новые интересные проекты. И задача руководства – сделать всё, чтобы творческий процесс дарил радость созидания и артистам, и зрителям...

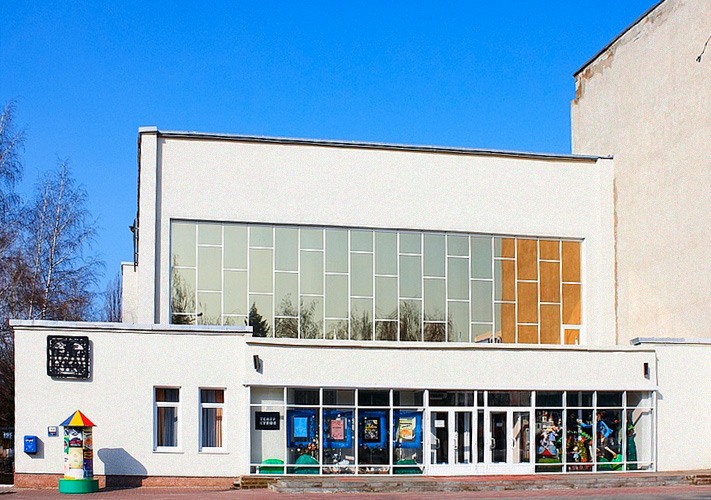
Центральный вход. 2010
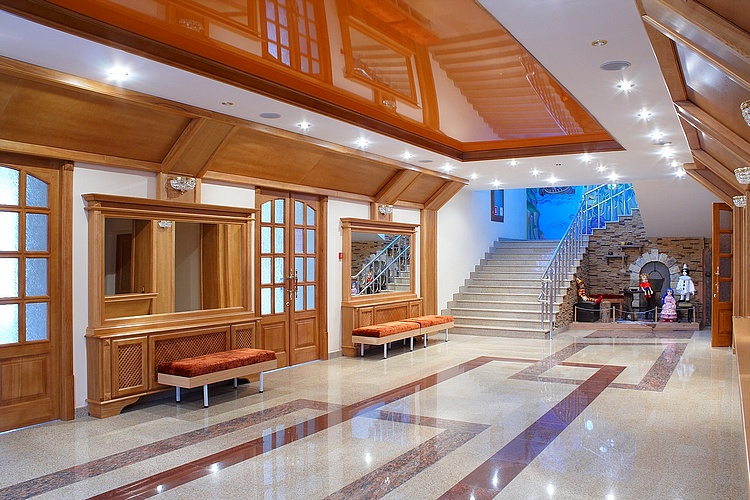
Фойе
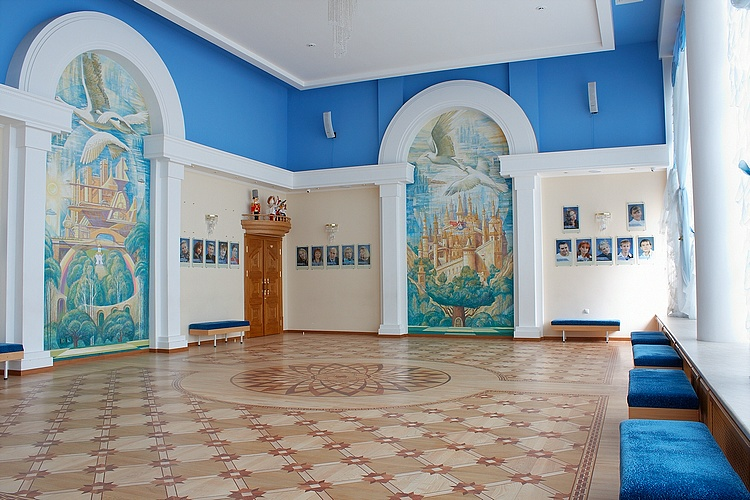
Вход в большой зал
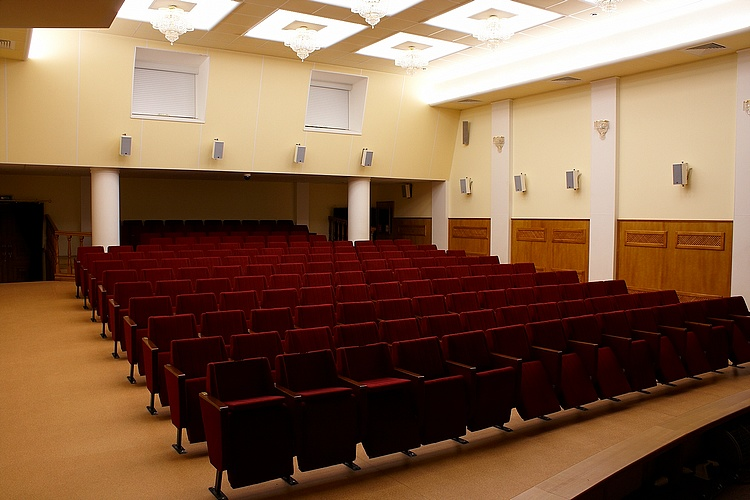
Большой зал
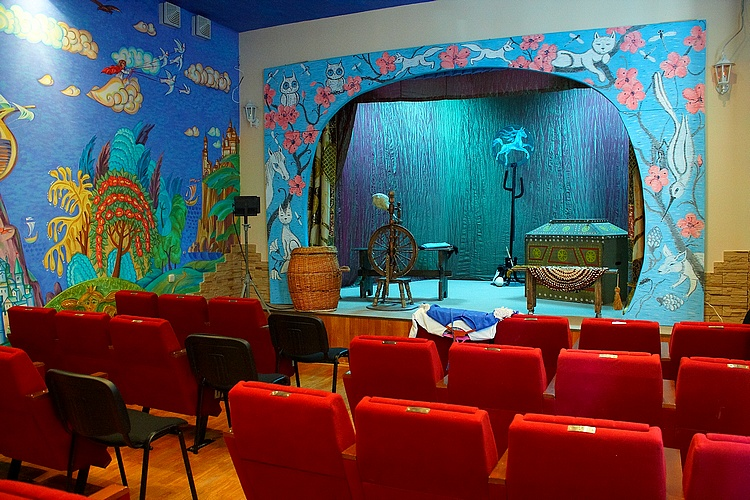
Малый зал
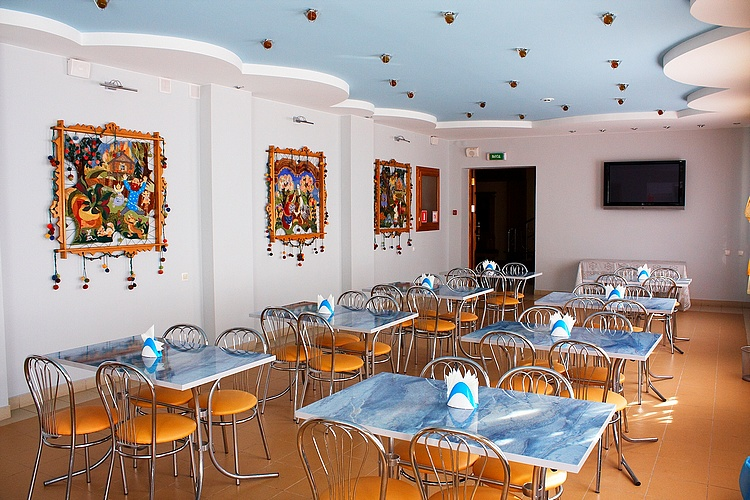
Буфет театра

## Фестивали и туры

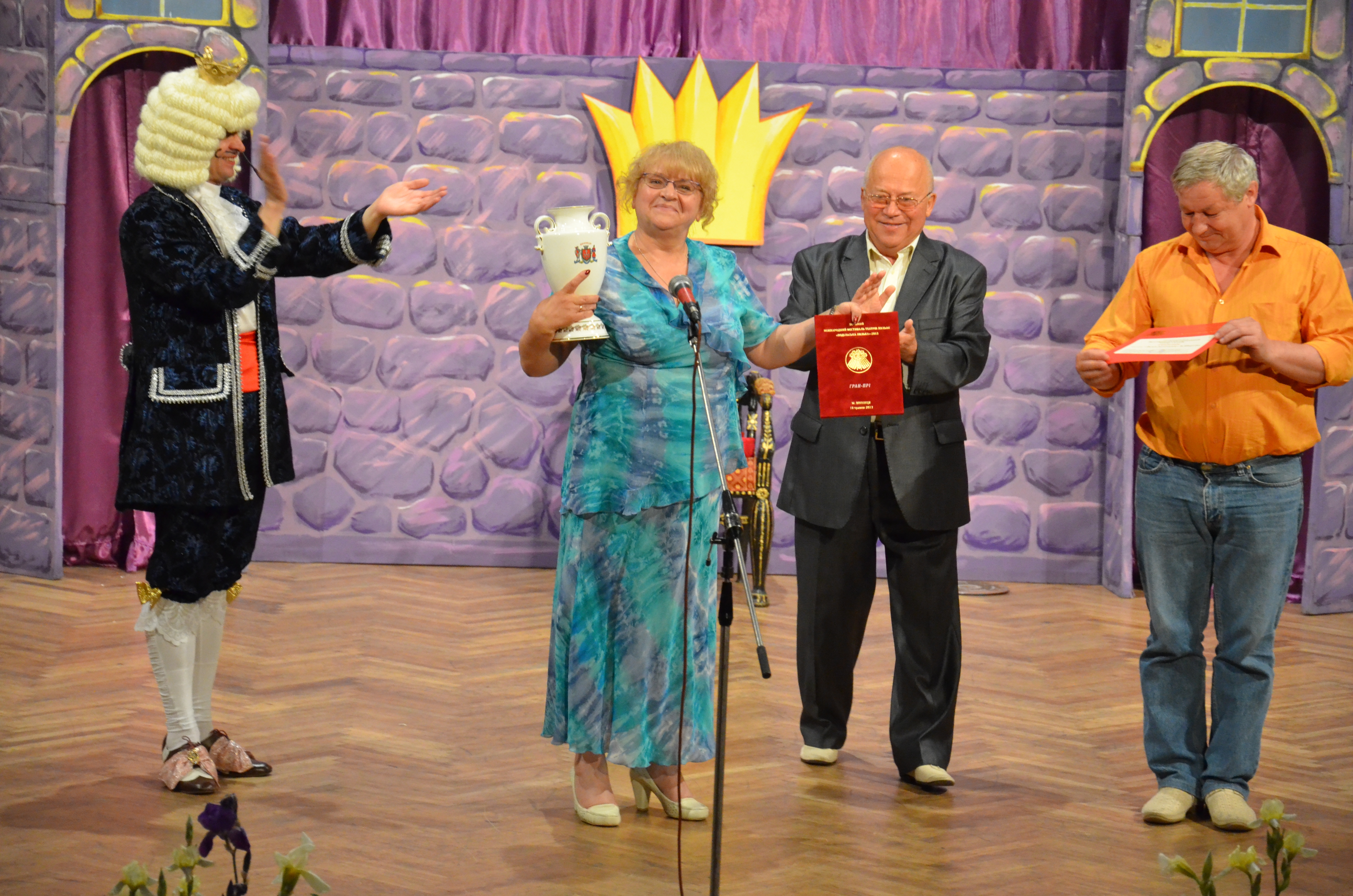
Гран-при VIII Международного фестиваля театров кукол «Подольская кукла» («Подільска лялька») у белгородцев. Май 2013 г.

### Дипломом за прекрасную актёрскую работу в Суботице
В мае 2012 года театр представил свой спектакль «Аистёнок и Пугало» на XIX Международном Фестивале театров для детей в Суботице (Сербия). Спектакль был очень тепло принят. Специальным дипломом за прекрасную актёрскую работу в роли Лиса была отмечена актриса театра, Ирина Веретнова.

### Гран-при фестиваля «Подільска лялька 2013»
На прошедшем мае 2013 года в Виннице VIII Международном фестивале театров кукол «Подольская кукла» Белгородский театр кукол завоевал высшую награду — Гран-при. Белгородский театр кукол представил на суд жюри спектакль по поморскому сказу Бориса Шергина «Ваня Датский» в постановке главного режиссёра театра Сергея Балыкова.
В фестивале участвовали двадцать театров кукол из России, Казахстана, Литвы, Молдовы, Румынии, Болгарии и Украины, в том числе пять академических (Украина). Главная цель фестиваля — расширение культурных связей и традиций через искусство кукольников.
На предыдущем VII-м фестивале театр получил диплом «За лучшее музыкальное решение спектакля», за спектакль «Легенды Байкала».

## Труппа театра
| Заслуженные артисты РФ - Семейченко Вячеслав Леонидович - Семейкина Татьяна Александровна - Литвинова Татьяна Викторовна - Карпова Дангуоле Мечиславовна Мужской состав - Егоров Борис Юрьевич - Роднин Павел Владимирович - Щебеньков Николай Борисович - Беликов Андрей Владимирович - Крупа Михаил Алексеевич | Женский состав - Авилова Ольга Николаевна - Левицкая Светлана Николаевна - Веретнова Ирина Владимировна - Власова Елена Васильевна - Щебенькова Светлана Вячеславовна - Михалёва Оксана Николаевна - Соловьева Ирина Анатольевна - Котова Карина Сергеевна - Маслова Кристина Андреевна |

## Репертуар

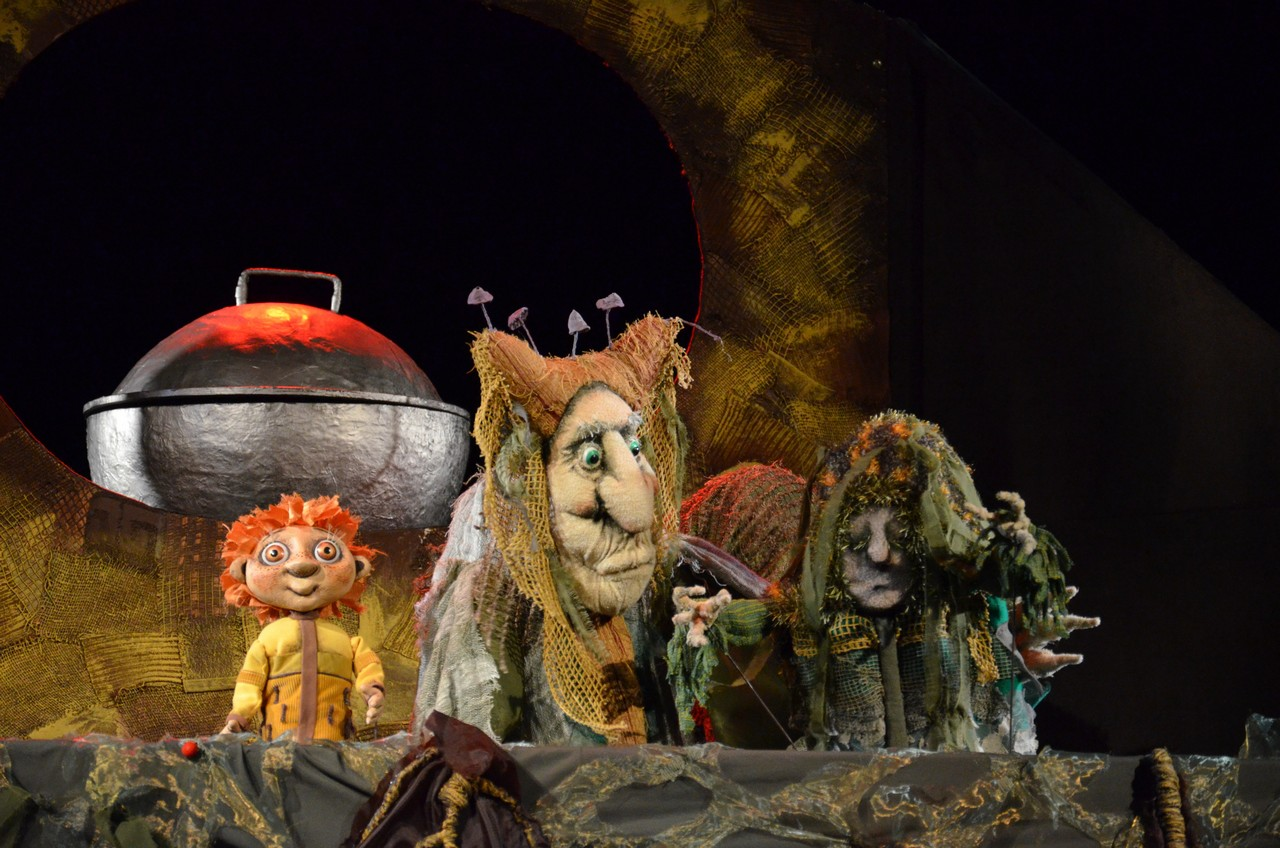
Спектакль «Терёшечка»

На начало сезона 2015-2017 годов репертуар театра включает около 50 спектаклей для зрителей всех возрастов и взрослой категории.
Спектакли для детей с 3 лет: «Весёлые медвежата», «Волк и козлята», «Волшебная лампа Аладдина», «Гусёнок», «Гуси-Лебеди», «Два жадных медвежонка», «Заяц, Лиса и Петух», «Золотой цыплёнок», «Ряба, Репа, Колобок», «Слонёнок», «Солнышко и снежные человечки», «Три поросёнка», «Шляпа с приключениями».
Спектакли для детей с 4 лет: «Двенадцать месяцев», «Иванушкина дудочка», «Кот в сапогах», «Отшельник и Роза», Петушок – Золотой гребешок», «Приключения рыцаря Лионеля», «Приключения Чиполлино», «Сказки нянюшки Арины», «Слон», «Тирёшечка», «Хоровод сказок», «Чудеса с доставкой на дом».
Спектакли для детей с 5 лет: «Аистёнок и Пугало», «Гулливер в стране лилипутов», «Маленькая Баба Яга», «Петрушка на войне», «Сивко-Бурко», «Чёрная курица, или Подземные жители».
Спектакли для детей с 6 лет: «Аленький цветочек», «Ваня Датский», «День, когда я встретил ангела», «История солдата», «Каштанка», «Щелкунчик и мышиный король».
Спектакли для детей с 12 лет: «Легенда о Белгороде», «Руслан и Людмила», «Солнышко внутри».
Спектакли для взрослых: «Ах, эти куклы, куклы, куклы...», «Предложение», «Чайка по имени Джонатан Ливингстон», «Я тогда гостила на Земле...».

## Фестиваль «Белгородская забава»
С 1995 года театром проводится Международный фестиваль театров кукол «Белгородская забава». Его первоочередной целью является сохранение творческих контактов и лучших традиций кукольных театров, в первую очередь, славянских народов, обмен опытом, знакомство с наиболее значимыми работами профессиональных театров, поиск нового драматургического материала, обновление традиционных сюжетов, мастер-классы для художников и драматургов кукольных театров.
Участниками Фестиваля являются профессиональные государственные и негосударственные театры кукол из Российской Федерации и других стран, чьи спектакли были выбраны Театром после предварительного просмотра Организационным комитетом.
В конкурсной программе Фестиваля участвуют кукольные спектакли, созданные для разных возрастных категорий. Предпочтение отдается спектаклям, основанным на классических народных или авторских сюжетах, и спектаклям для детей. Особое внимание уделяется постановкам, в основу которых лег новый, эксклюзивный драматургический материал (специально созданные оригинальные пьесы и адаптации для театра литературных произведений иных видов).
Фестиваль «Белгородская забава» — некоммерческий, и призван содействовать обмену практическим опытом в области театрального искусства.